# خاملکه
خاملکه (به هلندی: Gammelke) یک منطقهٔ مسکونی در هلند است که در دینکل‌لاند واقع شده‌است. خاملکه ۲۵۰ نفر جمعیت دارد.